# Granjinha
Granjinha é uma povoação portuguesa do Município de Tabuaço que foi sede da extinta Freguesia de Granjinha, freguesia que tinha 2,48 km² de área e 57 habitantes (2011), e, por isso, uma densidade populacional de 23 hab/km².
Em 2013, no âmbito da reforma administrativa, a Freguesia de Granjinha foi agregada à Freguesia de Paradela, criando-se a União de Freguesias de Paradela e Granjinha.

## População
| População da freguesia de Granjinha | População da freguesia de Granjinha | População da freguesia de Granjinha | População da freguesia de Granjinha | População da freguesia de Granjinha | População da freguesia de Granjinha | População da freguesia de Granjinha | População da freguesia de Granjinha | População da freguesia de Granjinha | População da freguesia de Granjinha | População da freguesia de Granjinha | População da freguesia de Granjinha | População da freguesia de Granjinha | População da freguesia de Granjinha | População da freguesia de Granjinha |
| ----------------------------------- | ----------------------------------- | ----------------------------------- | ----------------------------------- | ----------------------------------- | ----------------------------------- | ----------------------------------- | ----------------------------------- | ----------------------------------- | ----------------------------------- | ----------------------------------- | ----------------------------------- | ----------------------------------- | ----------------------------------- | ----------------------------------- |
| 1864                                | 1878                                | 1890                                | 1900                                | 1911                                | 1920                                | 1930                                | 1940                                | 1950                                | 1960                                | 1970                                | 1981                                | 1991                                | 2001                                | 2011                                |
| 284                                 | 248                                 | 282                                 | 269                                 | 250                                 | 221                                 | 248                                 | 253                                 | 243                                 | 307                                 | 173                                 | 120                                 | 104                                 | 52                                  | 57                                  |

| Distribuição da População por Grupos Etários | Distribuição da População por Grupos Etários | Distribuição da População por Grupos Etários | Distribuição da População por Grupos Etários | Distribuição da População por Grupos Etários | Distribuição da População por Grupos Etários | Distribuição da População por Grupos Etários | Distribuição da População por Grupos Etários | Distribuição da População por Grupos Etários | Distribuição da População por Grupos Etários |
| -------------------------------------------- | -------------------------------------------- | -------------------------------------------- | -------------------------------------------- | -------------------------------------------- | -------------------------------------------- | -------------------------------------------- | -------------------------------------------- | -------------------------------------------- | -------------------------------------------- |
| Ano                                          | 0-14 Anos                                    | 15-24 Anos                                   | 25-64 Anos                                   | > 65 Anos                                    |                                              | 0-14 Anos                                    | 15-24 Anos                                   | 25-64 Anos                                   | > 65 Anos                                    |
| 2001                                         | 1                                            | 5                                            | 19                                           | 27                                           |                                              | 1,9%                                         | 9,6%                                         | 36,5%                                        | 51,9%                                        |
| 2011                                         | 5                                            | 2                                            | 25                                           | 25                                           |                                              | 8,8%                                         | 3,5%                                         | 43,9%                                        | 43,9%                                        |

Média do País no censo de 2001:  0/14 Anos-16,0%; 15/24 Anos-14,3%; 25/64 Anos-53,4%; 65 e mais Anos-16,4%
Média do País no censo de 2011:   0/14 Anos-14,9%; 15/24 Anos-10,9%; 25/64 Anos-55,2%; 65 e mais Anos-19,0%

## Património
- Igreja de São Pedro das Águias (românica)

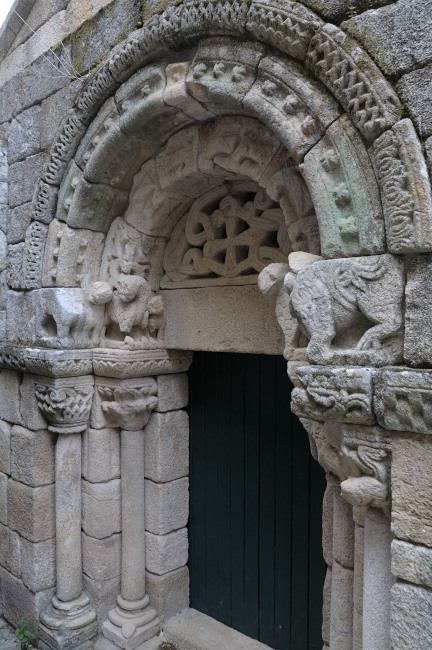
Antigo Mosteiro de São Pedro das Águias
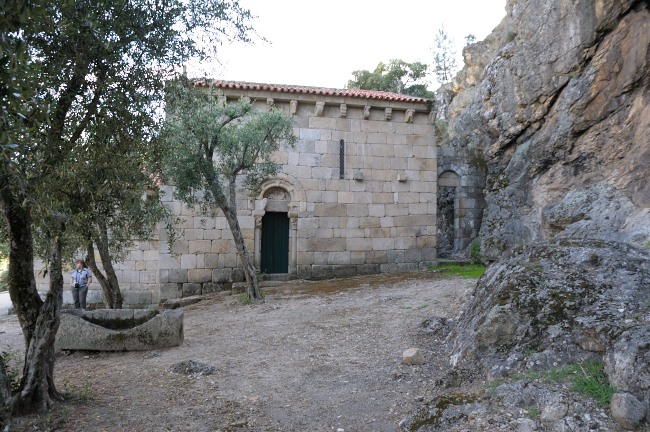
Antigo Mosteiro de São Pedro das Águias